# Dave Douglas
Dave Douglas (Montclair, 1963. március 24. –), amerikai dzsessztrombitás, zeneszerző, zenepedagógus.

## Pályafutása
A bostoni Berklee College of Music és a New England Conservatory of Music igen neves iskolákban tanult.
A Parallel Worlds című, 1993-ban megjelent bemutatkozó lemeze  különböző zenei elemeket ötvöz: szvinget, a klasszikus kamarazenét,  filmzenét, avantgárd rögtönzést, a rockot, és különböző népzenéket, indiait, még a magyart is.
2000-ben az év muzsikusa és trombitása lett, a Soul on Soul című albuma az év lemeze lett, zeneszerzőként a nagyobb figyelmet érdemlő tehetségek közé került.
Gyakori partnere a New York-i Knitting Factory kísérletező műhelynek, a zsidó szaxofonos John Zorn Masada nevű zenekarának is.

## Lemezek
- Parallel Worlds (1993)
- The Tiny Bell Trio (1994)
- In Our Lifetime (1995)
- Constellations (1995) with Tiny Bell Trio
- Five (1996)
- Live in Europe (1996) with Tiny Bell Trio
- Sanctuary (1997)
- Stargazer (1997)
- Moving Portrait (1998)
- Charms of the Night Sky (1998)
- Magic Triangle (1998)
- Convergence (1998)
- Songs for Wandering Souls (1999)
- Soul on Soul (2000)
- Leap of Faith (2000)
- A Thousand Evenings (2000)
- El Trilogy (2001)
- Witness (2001)
- The Infinite (2002)
- Freak In (2003)
- Strange Liberation (2004)
- Bow River Falls (2004)
- Mountain Passages (2005)
- Keystone (album)|Keystone (2005)
- Meaning and Mystery (2006)
- Live at the Jazz Standard (2006)
- Moonshine (2007)
- Spirit Moves (2009)
- A Single Sky (2009)
- Spark of Being (2010)
- United Front: Brass Ecstasy at Newport (2010)
- Three Views (2011)
- Be Still (2012)
- Time Travel (2013)
- Present Joys with Uri Caine (2014)
- High Risk (album)|High Risk (2015)
- Brazen Heart (2015)
- Dark Territory (2016)
- Uplift - Twelve Pieces for Positive Action (2018)
- Brazen Heart: Live at Jazz Standard (2019)

## Díjak
Kétszer jelölték Grammy-díjra (2002, 2005)